# العديلية
العديلية منطقة من مناطق محافظة العاصمة في دولة الكويت، سميت بالعديلية نسبة إلى عدلان بن علي الرشيدي وهو أول من سكن بها وأنشأ فيها بئرًا للماء[بحاجة لمصدر]، و كانت تسمى منطقة الروضة حاليًا باسم «العديلية الشرقية». تتكون المنطقة من 4 قطع سكنية يفصل ما بينها ويتوسطها دوار كبير.

## معالم تمتاز بها المنطقة
- الاتحاد الكويتي لكرة القدم.
- نادي كاظمة الرياضي.
- حديقة أبراج الماء.

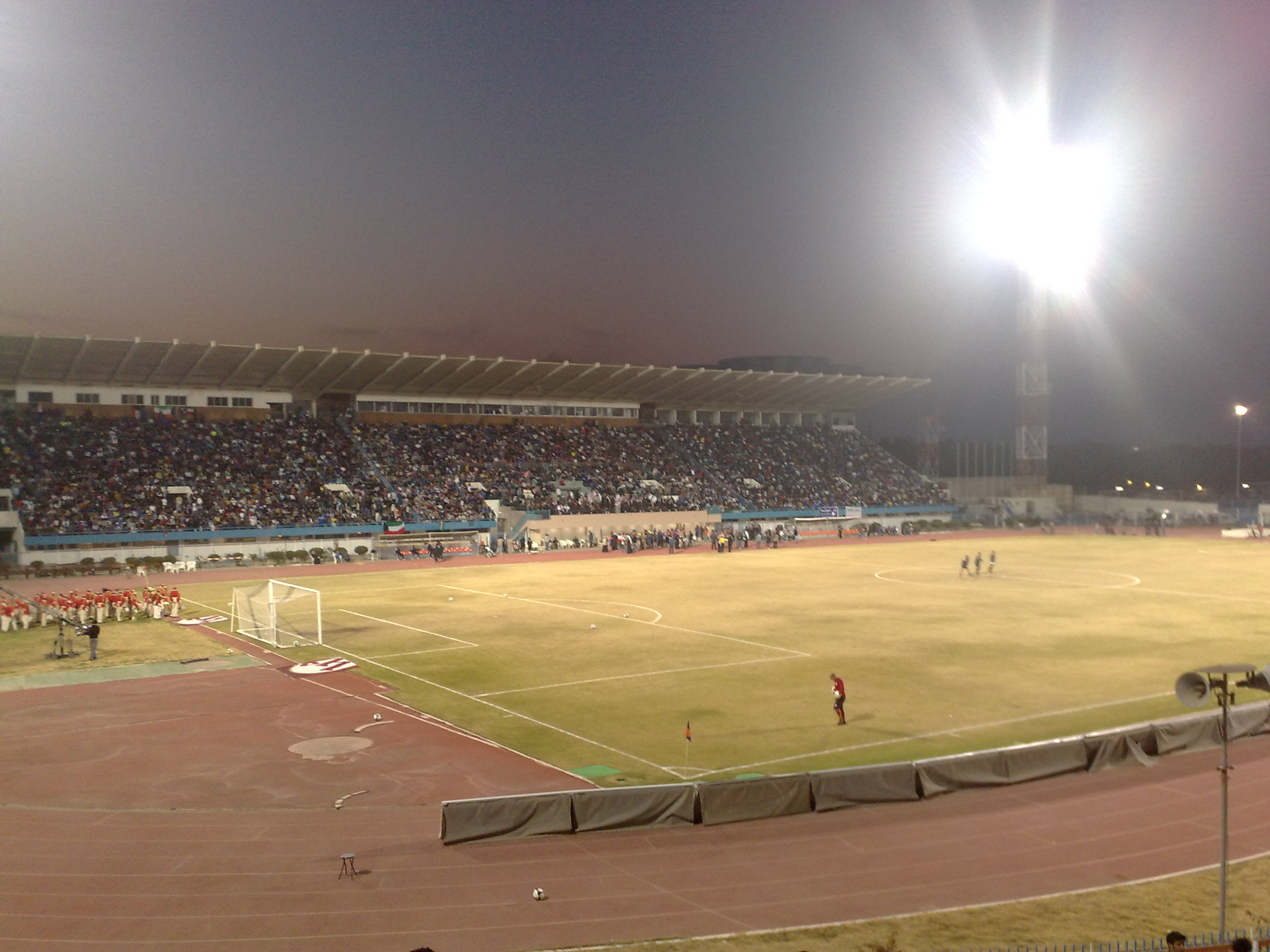
استاد الصداقة والسلام التابع لنادي كاظمة في العديلية

- مبنى المقر الرئيسي للهيئة العامة للتعليم التطبيقي والتدريب.
- كليه البنات الجامعية التابعة لجامعة الكويت.
- مبنى رابطة الأدباء
- جمعية العديلية التعاونية
- صالة أفراح الميلم.
- عدد كبير من المساجد.
- نادي أوكسجين الصحي.
- العديد من مطاعم الوجبات السريعة.